# The Parallax: Hypersleep Dialogues
The Parallax: Hypersleep Dialogues är det amerikanska progressive metal-bandet Between the Buried and Mes första EP, utgiven i april 2011 på Metal Blade Records, bandets första släpp på detta bolag.
EP:n nådde plats 54 på Billboard-listan och hänger ihop tematiskt med bandets nästföljande studioalbum The Parallax II: Future Sequence.

## Låtlista
All sångtext är skriven av Tommy Giles Rogers, alla låtar är komponerade av Between the Buried and Me.
| Nr | Titel                 | Längd |
| -- | --------------------- | ----- |
| 1. | "Specular Reflection" | 11:21 |
| 2. | "Augment of Rebirth"  | 10:19 |
| 3. | "Lunar Wilderness"    | 8:22  |

## Medverkande
Musiker
- Tommy Giles Rogers – sång, keyboard
- Paul Waggoner – gitarr
- Dustie Waring – gitarr
- Dan Briggs – basgitarr
- Blake Richardson – trummor, slagverk

Produktion
- David Bottrill – producent, inspelningstekniker
- Between the Buried and Me – producent
- Jamie King – producent, mixning, mastering
- Sons of Nero – albumkonst, layout